# Bataille d'Andernach (876)
Pour les articles homonymes, voir Bataille d'Andernach.
La Première bataille d'Andernach est une bataille qui se déroula le 8 octobre 876 sur les rives du Rhin, près de la ville d'Andernach, opposant Charles le Chauve, roi de la Francie occidentale, et son neveu Louis III de Germanie. Elle se termine par la défaite de Charles le Chauve et entraîne la fin de ses prétentions sur le territoire de la Francie orientale, tout en renforçant les frontières occidentales du futur Saint-Empire romain germanique qui resteront presque inchangées jusqu'à la fin du Moyen Âge.

## Contexte
Louis III est le fils de Louis II de Germanie, qui divisa son royaume pour ses fils en 865 au partage de Francfort ; Louis III, dit le Jeune, en reçut la plus grande partie (la Franconie, la Thuringe et la Saxe). Carloman de Bavière reçoit le territoire des Bavarii avec les margraviats de Carinthie et Pannonie, ainsi que les pays slaves de la Bohême et la Moravie. Charles III le Gros reçoit l'Alémanie (Souabe et Rhétie).
Le traité de Meerssen, conclu en 870 entre les frères Charles le Chauve et Louis II de Germanie, consacre le partage de la Lotharingie. Charles le Chauve acquiert la région jusqu’à la Meuse et le tiers de la Frise sauf Utrecht, ainsi que les régions le long du Rhône et de la Saône. Il annexe Besançon, le Lyonnais, le Viennois, le Sermorens, le Vivarais, l’Uzège, territoires qui lui ouvrent la route de l’Italie. Louis II de Germanie obtient les deux tiers de la Frise avec Utrecht et Maastricht, les pays de la rive droite de la Meuse, à l'est de l'Ourthe et de la Moselle avec Metz, les territoires du long du Rhin (Aix-la-Chapelle, Sarre, Alsace) et le nord du Jura. Il se sent lésé, mais malgré ses protestations et le soutien du pape Adrien II, Louis II ne réussit pas par la suite à récupérer son héritage et meurt en août 876. 

Partition de l'ancien empire carolingien après le traité de Meerssen (870)

Charles le Chauve, désormais empereur d'Occident, tente alors de profiter de la mort de son frère, et des désaccords entre les trois fils de Louis II de Germanie pour étendre ses territoires de Westphalie jusqu'au Rhin.

## Sources
Les principales sources médiévales décrivant le conflit entre Charles le Chauve et Louis le Jeune, et donc la bataille d'Andernach, sont les Annales de Saint-Bertin, les Annales de Fulda (toutes deux complémentaires), et la chronique de Réginon de Prüm. D'autres informations plus succinctes peuvent être trouvées dans les Annales de Saint-Vaast ou les Annales de Saxe.
Ces sources ne sont pas neutres : les historiens estiment que les auteurs des Annales de Saint-Bertin et des Annales de Fulda favorisaient Louis le Jeune (les Annales de Fulda - pour les années 865 à 888 - ont été rédigées à l'abbaye de Fulda sous l'autorité de Liutbert de Mayence, proche de Louis le Jeune). Reginon de Prüm, lui, favorise plutôt Charles le Chauve.

## Déroulement de la bataille

### Envoi d'émissaires
Pour étayer ses prétentions sur le territoire de son frère Louis II, Charles le Chauve, seul oncle survivant du dernier des petits-fils de Lothaire Ier, prétend comprendre dans ses droits héréditaires, selon le traité de Meerssen, le royaume d'Italie, les possessions provençales, et les territoires lorrains. Louis le Jeune refuse ces arguments, lève des armées de Saxons et de Thuringes, campe sur la rive droite du Rhin, et envoie des émissaires à son oncle pour lui demander de respecter les volontés de son père Louis II. 
Les sources sont divisées quant à l'honnêteté de Louis le Jeune : les Annales de Fulda décrivent ses intentions comme véritablement pacifiques, tandis que Réginon de Prüm indique que l'envoi d'émissaires lui a fait gagner du temps, lui a permis d'attendre d'autres troupes et de mieux planifier la bataille.
Selon les Annales de Saint Bertin, Charles le Chauve n'accepte de discuter de la paix que pour mieux surprendre son neveu par une avancée surprise de ses troupes. Il avait auparavant renvoyé son épouse Richilde, accompagnée de l'évêque Francon, à Herstal.

### Ordalie
Selon les Annales de Saint-Bertin, Louis le Jeune aurait envoyé à Charles le Chauve 30 champions qui auraient subi des épreuves d'ordalie : dix d'entre eux subirent l'ordalie par l'eau froide (ou « aqua frigida »), dix l'ordalie par l'eau bouillante (ou « aqua fervens »), et dix l'ordalie par le fer rouge (ou « ferrum candens »). 
Aucun des champions n'est blessé, ce qui, selon les Annales, permet de penser que Louis le Jeune a le « jugement de Dieu » de son côté.

### Bataille
Dans la nuit du 7 au 8 octobre, Charles II le Chauve lance ses troupes à l’attaque, pensant surprendre le camp de son neveu à l'aube. Mais les routes sont difficiles à cause de la pluie, et la cavalerie de Charles le Chauve n'avance qu'avec difficultés. Réginon de Prüm, dans sa chronique, écrit que l'armée impériale est forte de 50 000 hommes ; mais il indique qu'il s'agit d'une estimation rapportée par d'autres (« ut ferunt »).
Louis III le Jeune est prévenu de l'attaque surprise par l'un de ses fidèles, l'évêque de Cologne, Willibert. L'armée impériale de Charles le Chauve, fourbue par la marche nocturne, rencontre donc le matin des troupes fraîches, prêtes au combat.
L'armée impériale, qui lance la bataille par des charges de cavalerie, se fait peu à peu entourer par l’armée de Louis le Jeune. Deux interprétations existent pour cette manœuvre. L'historien Bernard Bachrach estime que l'infanterie des Saxons avait un rôle clé, car, prise pour cible par l'armée impériale, elle fait exprès de se retirer peu à peu, pour mieux attaquer la cavalerie impériale sur les côtés et briser les charges. D'autres estiment qu'en traduisant strictement (le texte des Annales de Fulda notamment), on peut comprendre que tout d'abord, les armées de Saxons et de Thuringes de Louis le Jeune ont pris peur face aux charges de la cavalerie de l'empereur Charles le Chauve, mais que les fantassins ont réussi à briser ces charges en harcelant les côtés de l'armée impériale. En tout cas, qu'il ait constitué une stratégie ou non, le déroulement de cette bataille est similaire à celui d'autres batailles de cette période.
L'armée impériale, battue, ne peut fuir qu'à grand-peine à cause des chemins étroits bloqués par les marchands, stocks d'armes et bagages qui suivaient traditionnellement les armées médiévales.
Le porte-bannière de Charles le Chauve est tué, et de nombreux gens de son entourage sont faits prisonniers par Louis le Jeune, notamment l'évêque de Troyes Ottulphe, le chancelier de Charles le Chauve l'abbé Gozlin, les comtes Aledramm, Adalhard, Bernard et Evertaire.

### Retraite de Charles le Chauve
Le reste de l'armée impériale fuit vers la Francie occidentale. Les Annales de Saint-Bertin décrivent la fuite du roi Charles le Chauve, accompagné de maigres troupes : les provisions, stocks et bagages sont saisis par Louis le Jeune, ceux qui n'ont pas été fait prisonniers ont été dépouillés et fuient nus.   
Il s'agit sans doute d'une exagération, destinée à montrer que Charles le Chauve était destiné à l'échec tandis que Louis le Jeune avait pour lui le "jugement de Dieu" de son côté.

## Conséquences
Louis le Jeune se retire sur ses possessions d'Aix et de Francfort. Les Annales de Fulda, promptes à célébrer la bonté de Louis le Jeune, indiquent qu'il a donné l’ordre de bien traiter les nombreux prisonniers de haut rang qu'il a capturés ; il les relâche peu de temps après. Charles le Chauve indemnise les seigneurs lorrains, anciens fidèles de Lothaire II, qui l'ont soutenu, en leur donnant des terres (et une partie des bénéfices de l'abbaye de Marchiennes, selon les Annales de Saint-Bertin).
Aucun traité n'est signé à la suite de cette bataille. Charles le Chauve, au lieu de chercher à essayer d'étendre son territoire de Westphalie, s’intéresse aux territoires italiens. Il y mourra d'ailleurs l'année suivante. En février 880, moins de 4 ans après la bataille d'Andernach, les petits-fils de Charles le Chauve Louis III et Carloman II signent avec Louis le Jeune le traité de Ribemont. Par ce traité, les rois des Francs concèdent à Louis III le Jeune la partie de la Lotharingie que Charles le Chauve, à la suite du traité de Meerssen, avait acquise. En échange, Louis le Jeune reste neutre dans le conflit qui oppose les rois des Francs à Boson de Provence. Les nouvelles limites entre le royaume de Germanie et le royaume de France vont perdurer pendant tout le Moyen Âge.             

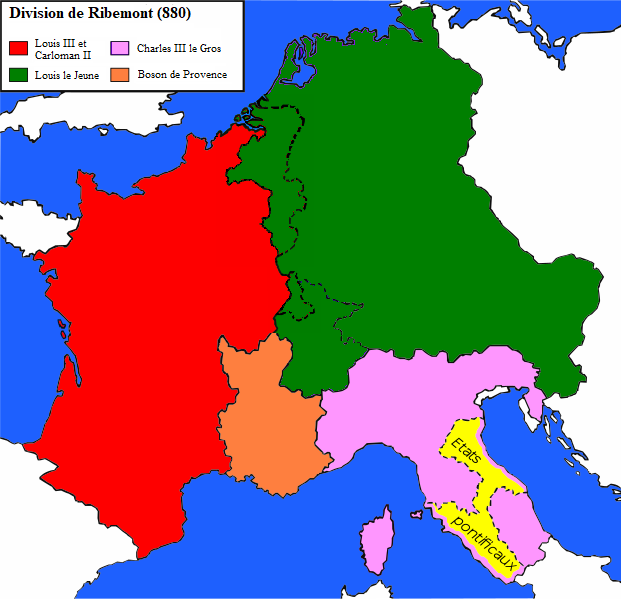
Partition de l'ancien empire carolingien après le traité de Ribemont (880).

Pour les contemporains de l'époque carolingienne, la bataille d'Andernach aurait constitué un évènement très important, car c'est la première fois, depuis la bataille de Fontenoy, que des descendants de Charlemagne s'affrontent ouvertement. En réalité, il ne s'agit que d'une bataille de plus parmi les autres conflits qui suivent l'éclatement de l'empire carolingien.
Les historiens français et allemands du XIXe siècle tentèrent de redonner à cette bataille une certaine importance, la citant comme la « première bataille livrée entre les Allemands et leurs voisins de l'Ouest pour la frontière du Rhin », une interprétation très large des sources disponibles, à remettre dans le contexte de la montée des nationalismes français et allemands entre la défaite de Sedan et la Première Guerre mondiale,. En réalité, la division de l'empire carolingien s'est moins effectuée par des batailles que par des traités, comme celui de Ribemont.

### Sources médiévales
- François Guizot (trad. du latin), Annales de Saint-Bertin [« Annales Bertiniani »], vol. 4, Paris, J.-L.-J. Brière, coll. « Collection des mémoires relatifs à l'histoire de France: depuis la fondation de la monarchie française jusqu'au 13e siècle; avec une introduction, des suppléments, des notices et des notes », 1824 (lire en ligne), p. 115-285.

- (en) Janet L. Nelson (trad. du latin), The Annals of St-Bertin [« Annales Bertiniani »], vol. 1, Manchester University Press, coll. « Ninth-century histories / Manchester medieval sources series », 1991 (ISBN 0-7190-3426-4, lire en ligne), p. 196-198.

- (la) Annales fuldenses : sive, Annales regni Francorum orientalis, Hannoverae : Impensis bibliopolii Hahniani, 1891 (lire en ligne), année 876, p. 88-89.

- (en) Timothy Reuter (trad. du latin), The Annals of Fulda [« Annales Fuldenses »], Manchester University Press, coll. « Ninth-century Histories », 1992 (ISBN 0-7190-3458-2, lire en ligne), année 876.

- (la) Reginon de Prüm, Chronicon : Liber de Gestis Francorum, Petit-Montrouge, J.-P. Migne, 1853 (lire en ligne), année 876.

- (la) Chrétien Dehaisnes (éditeur scientifique) et Société de l'histoire de France (éditeur scientifique), Les annales de Saint-Bertin et de Saint-Vaast, suivies de fragments d'une chronique inédite, Paris, Veuve Jules Renouard, 1871, 472 p. (BNF 34018852, lire en ligne).

### Historiographie
- [B. S. Bachrach 1988] (en) Bernard S. Bachrach, « Caballus et Caballarius in Medieval Warfare », The Study of Chivalry: Resources and Approaches, Medieval Institute Publications,‎ 1988 (ISBN 9780918720948, lire en ligne). .

- [D. S. Bachrach 2012] (en) David S. Bachrach, Warfare in Tenth-Century Germany, vol. 37, Boydell & Brewer Ltd, coll. « Warfare in History », 2012, 310 p. (ISBN 978-1-84383-927-9 et 1-84383-927-X, lire en ligne). .

- [Calmette] Joseph Calmette, La diplomatie carolingienne : du traité de Verdun à la mort de Charles le Chauve (843-877), Paris, Librairie Émile Bouillon (1re éd. 1901) (lire en ligne). .

- [Costambeys Innes et MacLean 2011] (en) Marios Costambeys, Matthew Innes et Simon MacLean, The Carolingian World, Cambridge/New York, Cambridge University Press, 2011, 505 p. (ISBN 978-0-521-56366-6 et 0-521-56366-6), « Sustaining the Carolingian empire, 840-888 ». .

- [Coupland 2004] (en) Simon Coupland, « The Carolingian army and the struggle against the Vikings », Viator. Medieval and Renaissance studies, Brepols, vol. 35,‎ 2004, p. 49-70 (ISSN 0083-5897 et 2031-0234, lire en ligne).

- [Dümmler] (de) Ernst Dümmler, Geschichte des ostfränkischen reiches, vol. 3 : Die letzten Karolinger. Konrad I, Leipzig, Dunder&Humblot, 1888 (lire en ligne).

- [Kortüm 2010] (en) Hans-Henning Kortüm (auteur) et Clifford J. Rogers (dir.), « Andernach, Battle of (876) » (article d'encyclopédie), The Oxford Encyclopedia of Medieval Warfare and Military Technology, Oxford University Press, vol. 1,‎ 2010 (ISBN 0195334035, lire en ligne). .

- (de) Engelbert Mühlbacher, Deutsche Geschichte unter den Karolingern, Stuttgart, J. G. Cotta, 1896 (lire en ligne).

- Janet L. Nelson (trad. de l'anglais par Denis-Armand Canal), Charles le Chauve [« Charles the Bald »], Paris, Aubier, coll. « Histoire », 1994 (ISBN 978-2-7007-2261-1).

- [Rogers 2016] (en) Clifford J. Rogers (auteur) et Simon John, Nicholas Morton (dir.), « Carolingian Cavalry in Battle : The Evidence Reconsidered », Crusading and Warfare in the Middle Ages. Realities and Representations, Routledge,‎ 2016 (ISBN 1317156757, lire en ligne). .

- [Strickland 2001] (en) Matthew J. Strickland, « Killing or Clemency? : Ransom, Chivalry and Changing Attitudes to Defeated Opponents in Britain and Northern France, 7-12th centuries », Krieg im Mittelalter, Berlin, Akademie Verlag,‎ 2001, p. 94-122 (ISBN 9783050034966, lire en ligne). .